# Cyatholaimus cirolanae
Cyatholaimus cirolanae is een rondwormensoort uit de familie van de Cyatholaimidae. De wetenschappelijke naam van de soort is voor het eerst geldig gepubliceerd in 1994 door Adamson & Marcogliese.